# Prezydenci Będzina
| Nazwisko                                                                     | Okres rządów                             |
| ---------------------------------------------------------------------------- | ---------------------------------------- |
| Okres zaborów                                                                |                                          |
| Jan Roszkowski (akt 212)                                                     | ? - 1851- ?                              |
| Teofil Hamulecki                                                             | ? – 1869                                 |
| Iwan Kokosiński                                                              | 1869 – 13 grudnia 1874                   |
| Wincenty Łuszkiewicz                                                         | 13 grudnia 1874 – 13 lutego 1883         |
| Aleksander Wąsowicz                                                          | 13 lutego 1883 – 13 marca 1885           |
| Osip Bartoszek                                                               | 13 marca 1885 – 19 grudnia 1886          |
| Iwan Godziewicz                                                              | 19 grudnia 1886 – 11 listopada 1888      |
| Władysław Uniszewski                                                         | 11 listopada 1888 – 11 października 1890 |
| Brunon Włodarski                                                             | 11 października 1890 – wrzesień 1895     |
| Konstanty Biersieniew                                                        | wrzesień 1895 – 15 stycznia 1897         |
| Ospi Samin                                                                   | 15 stycznia 1897 – 2 grudnia 1898        |
| Worołamiej Martyniuk                                                         | 2 grudnia 1898 – 1 marca 1900            |
| Teofil Fiszer                                                                | 1 marca 1900 – 31 grudnia 1905           |
| Edward Aleksander Rippe                                                      | 1 stycznia 1906 – 1913                   |
| Ernst Schröder                                                               | 1913 – 1915                              |
| Edward Aleksander Rippe                                                      | 1915- ?                                  |
| Okres międzywojenny                                                          |                                          |
|                                                                              |                                          |
| Artur Michael                                                                | 25 października 1925 – ?                 |
| Antoni Izydorczyk                                                            | ? – 4 września 1939                      |
| Okres okupacji                                                               |                                          |
| Hans Kowohl                                                                  | 14 września 1939 – ?                     |
| Okres powojenny                                                              |                                          |
| Roman Nowak                                                                  | 1945–1946                                |
| Franciszek Gwiazda                                                           | 1946–1948                                |
| Tadeusz Głąb                                                                 | 1947–1949                                |
| Eugeniusz Korlacki (jako przewodniczący Prezydium Miejskiej Rady Narodowej)  | 1950–1953                                |
| Władysław Szczęśnik (jako przewodniczący Prezydium Miejskiej Rady Narodowej) | 1953–1956                                |
| Józef Łabędzki (jako przewodniczący Prezydium Miejskiej Rady Narodowej)      | 1957–1964                                |
| Eugeniusz Baran (jako przewodniczący Prezydium Miejskiej Rady Narodowej)     | 1965–1972                                |
| Zygmunt Płazak (jako przewodniczący Prezydium Miejskiej Rady Narodowej)      | 1972–1974                                |
| Stefan Wilczek                                                               | 1973–1976                                |
| Tadeusz Kurczych                                                             | 1976–1978                                |
| Antoni Marcinkiewicz                                                         | 1978–1982                                |
| Artur Bałdys                                                                 | 1982–1986                                |
| Zdzisław Suchoszek                                                           | 1986–1990                                |
| III RP                                                                       |                                          |
| Marian Raczyński                                                             | 5 czerwca 1990 – 12 września 1996        |
| Krzysztof Kumór                                                              | 12 września 1996 – 12 maja 1998          |
| Halina Mentel                                                                | 18 maja 1998 – 2 listopada 1998          |
| Antoni Marcinkiewicz                                                         | 2 listopada 1998 – 10 listopada 2002     |
| Radosław Baran                                                               | 10 listopada 2002 – 5 grudnia 2010       |
| Łukasz Komoniewski                                                           | od 5 grudnia 2010                        |